# آنتس روسمان
آنتس روسمان (استونیایی: Ants Ruusmann; ۱۹ مارس ۱۹۳۵ – ۲۵ دسامبر ۲۰۰۹) تاریخ‌نگار، سیاستمدار و نماینده مجلس اهل استونی بود.